# Procés Constituent (partido político)
Procés Constituent (en español: Proceso Constituyente) es el nombre de un movimiento social catalán, hecho público el 10 de abril de 2013 y creado para promover un cambio de modelo político, económico y social que implique el fin del capitalismo y la autodeterminación.

## Historia
Sus promotores iniciales fueron Arcadi Oliveres y Teresa Forcades, quienes en 2013 publicaron el Manifiesto por la convocatoria de un proceso constituyente en Cataluña con la intención de que se adhiriese el máximo número posible de personas al proyecto. En los primeros nueve días recibieron 25 000 adhesiones.

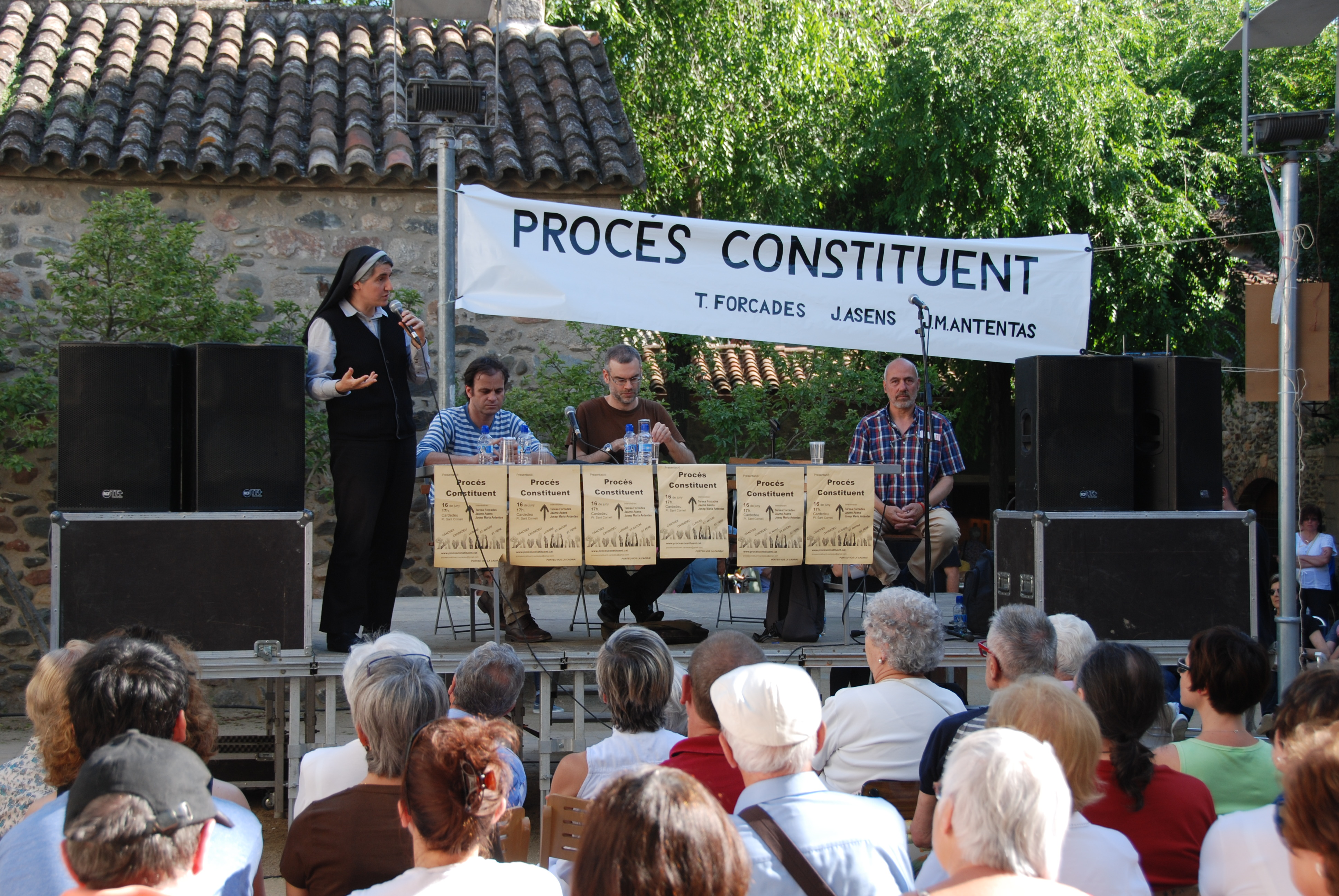
Presentación en Cardedeu. 2013

El 13 de octubre de 2013 realizaron el acto central de presentación en Montjuic, donde asistieron alrededor de 4000 personas.
Recibieron el apoyo de personalidades del ámbito académico y cultural. Algunos ejemplos son el economista Vicenç Navarro, el cantante Gerard Quintana o los editores de Cafè amb llet.

## Elecciones
La intención de los promotores de la iniciativa era articular una candidatura lo más amplia e incluyente posible para las elecciones al Parlamento de Cataluña, con el objetivo de defender la convocatoria de una asamblea constituyente para definir un nuevo modelo de estado y de organización socioeconómico para Cataluña.
En julio de 2014 se sumó al proyecto de la plataforma Guanyem Barcelona para intentar formar una candidatura unitaria y rupturista en las elecciones municipales de 2015 en la capital catalana. El proyecto se concretó en febrero de 2015 bajo la marca Barcelona en Comú y la confluencia de Iniciativa per Catalunya Verds, Esquerra Unida i Alternativa, Equo, Podemos y el propio Procés Constituent. En la lista, encabezada por Ada Colau como alcaldable, figuraban varios activistas de Procés Constituent como Gerardo Pisarello (número 2), Jaume Asens (4) y Josep Bel (13).

## Manifiesto
El Manifiesto del Procés Constituent incluye los siguientes diez puntos:

- Expropiación de la banca privada, defensa de una banca pública y ética, freno a la especulación financiera, fiscalidad justa, auditoria de la deuda e impago de la deuda ilegítima.
- Garantía de salarios y pensiones dignos, reducción de la jornada laboral y reconocimiento del trabajo doméstico y/o de cuidados no remunerado.
- Democracia participativa, reforma electoral, control de los cargos electos, eliminación de los privilegios de los políticos y lucha dedicidida contra la corrupción.
- Vivienda digna garantizada, moratoria de los desahucios y dación en pago retroactiva.
- No a las privatizaciones, reversión de todos los recortes y potenciación del sector público bajo control social.
- Derecho al control sobre el propio cuerpo. Lucha contra la violencia de género.
- Reconversión ecológica de la economía, expropiación y socialización de las empresas energéticas y garantía de la soberanía alimentaria.
- Garantía de derechos de ciudadanía para toda persona. Lucha contra la xenofobia y derogación de la legislación de extranjería.
- Control democrático de los medios de comunicación públicos. Desmercantilización de la cultura. Defensa del software libre y de una red libre.
- Solidaridad internacional. Cataluña sin ejército y fuera de la OTAN.

Afirman que el actual modelo económico, institucional y político ha fracasado, y que para crear uno nuevo es necesario "impulsar un proceso de reflexión y confluencia amplio, plural y participativo que implique a todos los colectivos que trabajen por un cambio democrático y pacífico"[cita requerida].

## Acciones

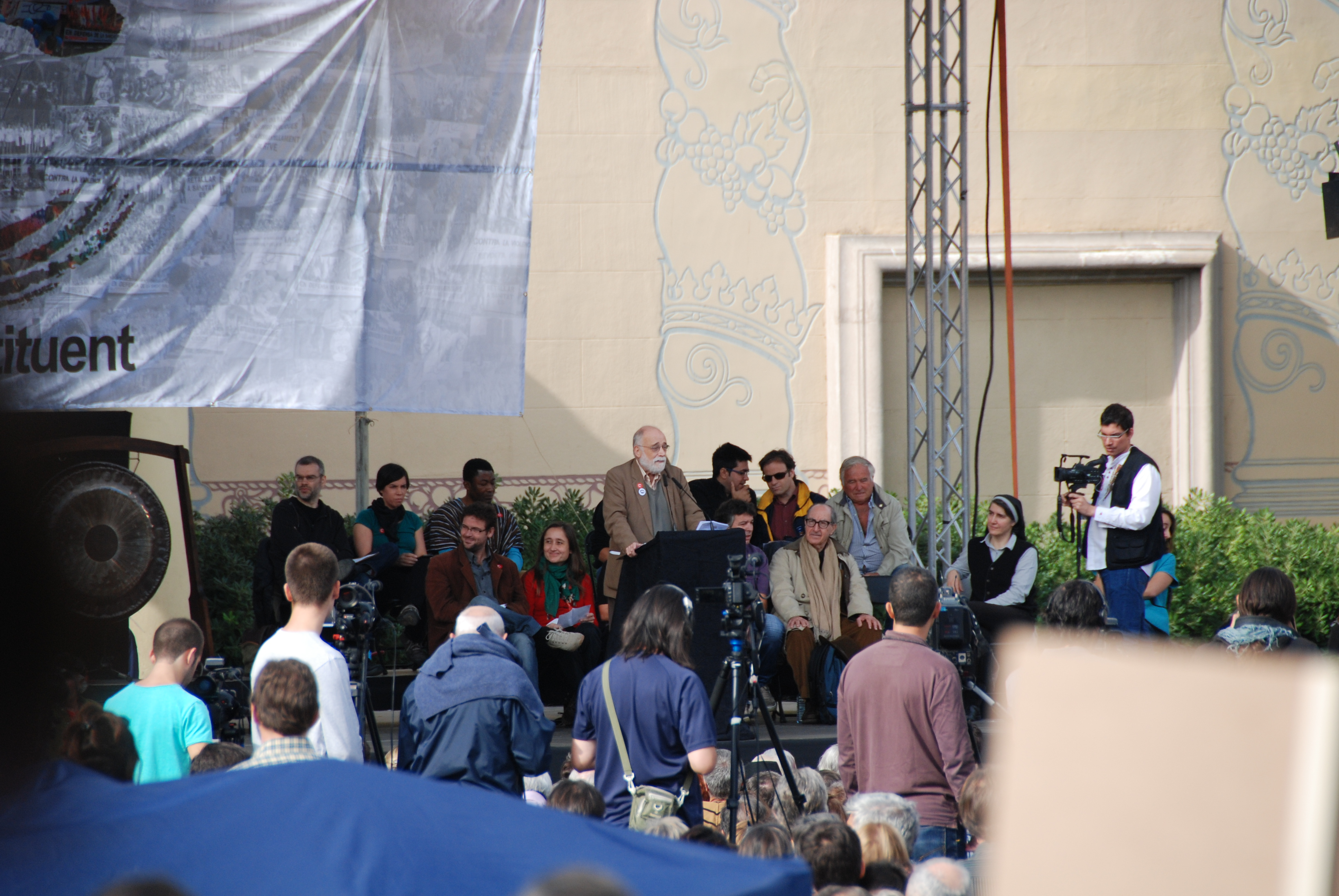
Arcadi Oliveres habla en una reunión del Procés Constituyente en Barcelona.

Durante la Diada de Cataluña de 2013, con motivo de la manifestación Vía Catalana hacia la Independencia organizada por la Asamblea Nacional Catalana, Procés Constituent organizó una manifestación a la misma hora donde llamaba a rodear la sede de La Caixa en Barcelona bajo el lema «encerclar la seu de La Caixa per assenyalar els responsables de la crisi i les retallades» (en castellano: rodear la sede de La Caixa para señalar a los responsables de la crisis y los recortes). Esta manifestación se integraba dentro de la Via Catalana. Al acto acudieron alrededor de 4000 personas, entre ellos Joan Herrera y Dolors Camats de ICV, y dieron un discurso personas como Arcadi Oliveres o Diego Cañamero.